# Fuerte de La Ciudadela
El Fuerte de La Ciudadela fue un fuerte de San Miguel de Tucumán, Tucumán, Argentina. Fue construido en 1814 por orden de José de San Martín para el Ejército del Norte y se encontraba en el terreno delimitado por las actuales calles Alberdi, La Rioja, Bolívar y Avenida Roca.

## Historia
El fuerte fue construido en 1814 por orden del general José de San Martín tras asumir la dirección del Ejército del Norte. Este serviría como lugar de asiento de las tropas del ejército y punto de reunión y apoyo para una potencial defensa contra el Ejército Realista. Fue planificado por Enrique Paillardell, de forma de pentágono regular con cinco puntas y una fosa de 2 metros de profundidad que la rodeaba. En su interior podía alojar a 3000 soldados.
En 1816 Manuel Belgrano volvió a ser comandante del ejército, construyéndose los cuarteles para las tropas. Además, Belgrano vivió en la conocida como Casa Belgraniana mientras era comandante hasta su retiro en 1820. Con la salida del Ejército del Norte en 1819, la fortificación quedó abandonada y en ruinas, siendo testigo de la Batalla de La Ciudadela en 1831 que terminó con la victoria de Facundo Quiroga ante los Unitarios.
El fuerte se encuentra sobre la zona de Campo de las Carreras, donde se libró la Batalla de Tucumán el 24 de septiembre de 1812. En 1818 en esta zona se instaló una pirámide en honor de la Batalla de Chacabuco, creándose en 1878 en ese lugar la Plaza Belgrano. Entre 1924 y 1929 estuvo en el mismo solar del fuerte militar el primer estadio de San Martín de Tucumán, antecesor del actual Estadio La Ciudadela. El recinto deportivo lleva el nombre del viejo fuerte, al igual que el barrio Ciudadela, donde se asienta.